# Aron Bergenson
Aron Victor Bergenson, född 2 oktober 1848, död 18 maj 1914, var en svensk organist och musiklärare.
Bergenson var lärare i harmonilära vid Stockholms musikkonservatorium 1885–1913 och kantor i Slottskyrkan 1893–1897. Han utgav en ”Musiklära” som länge var ett standardverk inom högre musikundervisning i Sverige. Aron Bergenson invaldes den 28 mars 1895 som ledamot nr 488 av Kungliga Musikaliska Akademien.